# Cerik (Chorwacja)
Cerik – wieś w Chorwacji, w żupanii zagrzebskiej, w mieście Vrbovec. W 2011 roku liczyła 48 mieszkańców.